# Парусное (Калининградская область)
Парусное — посёлок в Балтийском районе Калининградской области. Входит в состав сельского поселения Дивное. 
| Бывшее немецкое название: Gaffken Русская транслитерация: Гаффкен |

Гаффкен расположен на железнодорожной линии Фишхаузен-Пальмникен (Приморск-Янтарный). Здесь ответвлялась линия узкоколейки на Тренберг (Дунаевка). Имение Гаффкен находилось во владении семейства Вин. Здесь скончался лауреат Нобелевской премии профессор Вильгельм Вин.

### Достопримечательности
Замок-усадьба поселка Парусное
Проезжая по трассе от Приморска в сторону Крылово, за лесистым поворотом дороги спрятался поселок Парусное. Свободный вход сюда закрыт из-за размещения военной части, но этот уголок имеет многовековую историю. Своим названием Гаффкен был обязан древнепрусскому роду Сиглеров, получившему название Гаудекерс. Во времена Тевтонского ордена поселение звалось Гаудткен и было хутором-форпостом замка Лохштедт.
Здесь выращивали верховых лошадей специально для бронированных рыцарей. В 1397 г. в населенном пункте насчитывалось более 100 таких животных. В 1629 г. имение перешло к другому владельцу рыцарского происхождения – Андреасу фон Моренбергу. Тогда к Гаффкену относились 8 крестьянских участков и трактир.
С 1854 года Гаффкен стал собственностью семьи Винов. Член коммерческого совета Отто Вин был в Кенигсберге компаньоном в фирме «Эрнст Кастелл, оптовая торговля зерном». Эта фирма процветала и приносила значительную прибыль, которая позволила господину Вину не только купить Гаффкен, но и, сверх того, заново отстроить поселение с его хуторами. Важно отметить, что здесь 13 января 1864 г. (Фишхаузен, Пруссия) родился Вильгельм Вин — немецкий ученый, лауреат Нобелевской премии по физике 1911 г. «за открытия в области законов, управляющих тепловым излучением».
При наследниках Отто Вина Гаффкеном управлял администратор. Так, в 1923 году господин ротмистр Эмиль Майер взял Гаффкен в аренду. Он начал выращивать здесь сахарную свеклу, различные полезные травы, картофель, который поставлялся в крупные города Восточной Пруссии. При нем проводились полевые опыты по испытанию минеральных удобрений – извести, калийной соли и фосфорной кислоты. Гаффкен выставлял на трех следовавших друг за другом выставках Немецкого сельскохозяйственного общества в Эрфурте, Мюнхене и Гамбурге лучшую породистую корову Германии.
Славился Гаффкен также жеребцами-тяжеловозами и племенными свиноматками, которых успешно разводили и также поставляли на нужды других германских предприятий. Здесь до 1938 г. существовал молочный завод, построенный Отто Вином. Сначала он производил только сыр, позднее, во времена господина Майера, еще и марочное сливочное масло, которое всегда получало награды. Масло поставлялось бочками в Берлин. Гаффкен имел собственную электростанцию, которая приводилась в действие стационарным дизельным мотором.
Во время войны само здание-замок не пострадало, несмотря на тяжелейшие бои на подступах к Пиллау. 5 февраля 1961 г. был составлен паспорт имения, после чего оно было передано военным с запретом каких-либо перестроек: как наружных, так и внутренних. В трех комнатах нижнего этажа сохранились потолки с оригинальной отделкой, а также лестницы на всех этажах, выложенные скандинавским мрамором. В некоторых комнатах до сих пор уложены старинные паркетные полы.
В настоящее время территория с усадебным домом-замком используется военными.
Постановлением областного правительства от 23 марта 2007 г. усадебный дом получил статус объекта культурного наследия регионального значения, так же, как и вилла Порр в Приморске.

## Население
| 2002 | 2010 |
| ---- | ---- |
| 105  | ↗124 |